# Groupes de résistance antifasciste du premier octobre
Les Grupos de resistencia antifascista primero de octubre (Groupes de résistance antifasciste du premier octobre, GRAPO) sont une organisation armée espagnole d'inspiration maoïste. L'organisation est placée sur la liste officielle des organisations terroristes du Canada et des États-Unis et l'était jusqu'en 2009 sur celle de l'Union européenne mais n'apparaît plus en 2010.
Ils sont le bras armé du PCE (r) (Parti communiste espagnol (reconstitué)), parti politique espagnol d'idéologie marxiste-léniniste, rendu illégal en juin 2002 par la loi des partis qui a permis de déclarer hors-la-loi les partis politiques ne condamnant pas expressément le terrorisme.

## Historique
Les GRAPO se sont constitués à partir du « Congrès reconstitutif » du PCE (r), en juin 1975. Leur premier communiqué officiel parut le 18 juillet 1976 dans Gaceta Roja, le magazine du PCE (r). On a estimé le nombre de leurs membres à une cinquantaine.
En 1977, les GRAPO ont organisé une conférence européenne du terrorisme, qui a regroupé les principaux mouvements armés européens.
Les attentats revendiqués par le groupe visent principalement l'État espagnol que les GRAPO considèrent comme un descendant du franquisme devant être remplacé par une république communiste inspirée du programme du PCE(r). Dans la lignée de l'anti-impérialisme de leur parti,, les GRAPO ont également attaqué l'OTAN et les États-Unis,. Leurs méthodes sont inspirées des tactiques de guérilla urbaine de Carlos Marighella.
Les GRAPO se financent par des activités de banditisme révolutionnaire telles que des braquages, des rackets et des demandes de rançon.
Restés longtemps inactifs, les GRAPO ont resurgi en 1998 avec des attentats à la bombe, et des tentatives d'extorsion de fonds auprès d'hommes d'affaires en Espagne.
En 2002, les polices espagnole et française ont arrêté 22 membres présumés des GRAPO.
Le nombre de leurs victimes est estimé à plus de 90 tués et 200 blessés. Ils auraient commis plus d'un millier d'actions violentes entre juin 1975 et juin 2003.
En 2008, ils ont été déclarés non opérationnels à la suite de l'arrestation d'un certain nombre de leurs derniers membres.

## Chronologie des actions des GRAPO
- 10 juillet 1975 : Un policier madrilène est abattu par trois membres des GRAPO[14].
- 30 juillet 1975 : Deux GRAPO tuent trois personnes dans une fusillade[15].
- 9 septembre 1975 : Un garde civil est abattu à Madrid[16].
- 1er octobre 1975 : Les policiers Miguel Castilla Martin[17], Joaquin Alonso Bajo[18], Augustin Gines Navarro[19], Antonio Fernandez Ferreiro[20] et deux de leurs collègues[21],[22] sont abattus à Madrid[23].
- 27 mars 1976 : Tirs contre l'armée à Madrid[24].
- 25 mai 1976 : attaque d'une armurerie de Madrid[25].
- 25 mai 1976 : attaque d'une armurerie de Séville[26].
- 18 juillet 1976 : bombes contre des monuments nationaux à Barakaldo[27], Bilbao[28], Saint-Jacques-de-Compostelle[29], Barcelone[30] et Vigo[31]. À Madrid, des bombes visent des locaux de l'Armée[32], des syndicats[33], du gouvernement[34] et le ministère de la Justice[35].
- 7 août 1976 : attaque d'une armurerie militaire à Saint-Jacques-de-Compostelle[36].
- 1er octobre 1976 : quatre policiers sont abattus par cinq membres des GRAPO à Madrid[37].
- 3 novembre 1976 : braquage de la Banque centrale de Barcelone par trois membres des GRAPO (1 mort)[38].
- 5 décembre 1976 : attentats à la bombe contre la télévision espagnole à Madrid[39],[40],[41],[42].
- 11 décembre 1976 : enlèvements du président du conseil d’État Antonio María de Oriol (relâché au bout de 60 jours) à Madrid[43].
- 20 décembre 1976 : braquage d'une banque à Madrid (1 mort)[44].
- janvier 1977 : Attentats à la bombe contre le journal Diario 16 à Madrid[45].
- 4 janvier 1977 : Incendie d'un théâtre à Athènes[46].
- 24 janvier 1977 : Enlèvement du Lieutenant-général Emilio Villaescusa Quilis, président de la Cour Suprême de la justice militaire, à Madrid[47]
- 28 janvier 1977 : 2 policiers sont tués à Madrid[48].
- 29 janvier 1977 : Grenade contre la Garde civile (2 blessés)[49] et deux fusillades : l'une tue le policier Jose Lorenzo et en blesse un autre[50], l'autre tue deux Gardes civils (Jose Maria Martinez Morales et Fernando Sanchez Hernandez) à Madrid[51].
- 11 février 1977 : Assassinat de l'inspecteur de police Antonio Lopez Salcedo à Barcelone[52].
- 21 avril 1977 : Attentat à la bombe contre Lufthansa à l'aéroport de Barcelone[53].
- 17 mai 1977 : Attentat à la bombe contre le centre culturel américain de Madrid[54].
- 4 juin 1977 : Exécution de deux Gardes civils (Rafael Carrasco Lamas et Antonio Lopez Cazorla) à Barcelone[55],[56].
- 15 juin 1977 : Attentat à la bombe contre un transformateur à Séville[57].
- 26 juin 1977 : Attentat à la bombe contre le journal Diario 16 à Madrid[58].
- 11 juillet 1977 : Attentat à la bombe contre le centre culturel français de Madrid[59].
- 18 juillet 1977 : Enlèvement d'un technicien de radio à Madrid[60] après avoir déposé une bombe[61].
- 28 septembre 1977 : Exécution du capitaine de police Florentino Herguedas Carretero à Madrid[62].
- 7 octobre 1977 : Attentat à la bombe dans le métro madrilène[63]. Attentat à la bombe au siège du parti marxiste-léniniste Organización revolucionaria de trabajadores (Organisation révolutionnaire des travailleurs) à Madrid (1 blessé)[64].
- 10 octobre 1977 : Un policier est tué à Madrid[65].
- 3 décembre 1977 : Attentat contre le Palais de justice de Madrid[66].

## Membres célèbres
- Pío Moa, un des fondateurs du mouvement, est devenu, après avoir été évincé du groupe en 1977, un journaliste historien célèbre pour ses analyses révisionnistes et controversées de la Guerre d'Espagne.